# Jákup Pauli Gregoriussen

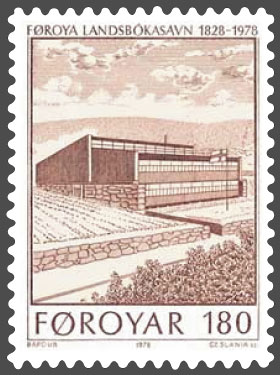
De door Gregoriussen ontworpen Føroya Landsbókasavn op een postzegel uit 1978

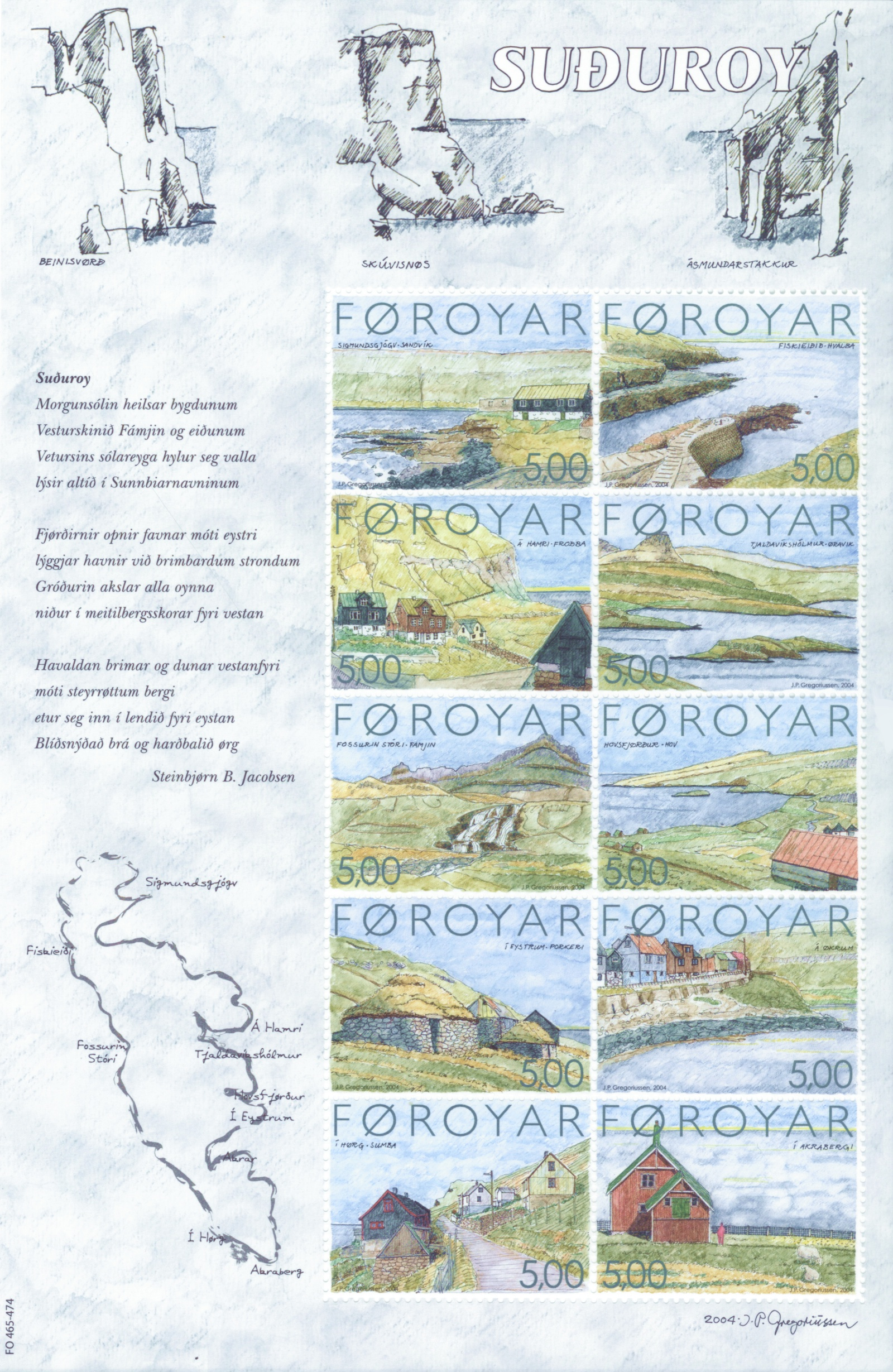
Een door Gregoriussen ontworpen vel postzegels uit 2004

Jákup Pauli Gregoriussen (Tórshavn, 24 april 1932) is de belangrijkste Faeröerse architect. Hij is tevens graficus en schrijver, onder meer van een standaardwerk over Faeröerse kerken.

## Leven en werk
Gregoriussen, zoon van de zeeman Magnus Gregoriussen en de modeontwerpster en feministe Liffa Arge Gregoriussen, werd als architect opgeleid aan de Kongelige Danske Kunstakademi, de kunstacademie van Kopenhagen. Tot zijn bekendste architectonische werken behoren de kunstgalerie van de Listafelag Føroya (de Faeröerse kunstvereniging) in Tórshavn (1970), de uitbreiding daarvan tot het Listasavn Føroya, het nationale kunstmuseum van de Faeröer (1993) en de Føroya Landsbókasavn (de nationale bibliotheek) (1979). Daarnaast ontwierp hij onder meer het pand van Útvarp Føroya (de Faeröerse staatsradio) en een bankgebouw in Tórshavn, alsmede een apotheek in Klaksvík.
Als graficus ontwierp Gregoriussen een aantal Faeröerse postzegels en illustreerde hij boeken. Stads- en dorpsgezichten vormen een belangrijk motief in zijn werk als kunstenaar, waarbij hij zich niet alleen door de Faeröer laat inspireren, maar ook door zijn reizen naar onder meer Rusland, Polen, Rome en Egypte. 
Voor zijn vierdelige werk over de Faeröerse kerken, dat verscheen tussen 1995 en 1999, kreeg hij in 1999 de Mentanarvirðisløn M. A. Jacobsens (de hoogste Faeröerse culturele onderscheiding) in de categorie non-fictie. Deze serie boeken, die uitgebreid door Gregoriussen zelf werden geïllustreerd, behandelen zowel de geschiedenis van de Faeröerse kerken als die van de Faeröer in het algemeen, maar dan bezien vanuit het perspectief van de bewoners van de eilanden. Gregoriussen wordt regelmatig betrokken bij de restauratie van kerken op de Faeröer.